# Bosse Gustafson
För andra betydelser, se Bo Gustavsson.
Bosse Gustafson, folkbokförd Bo Gustaf Harry Gustafsson, född 24 december 1924 i Göteborgs Vasa församling, död 21 september 1984 i Gustav Vasa församling i  Stockholm, var en svensk målare, grafiker, författare och debattör.

## Biografi
Bosse Gustafsson studerade efter studentexamen 1943 konst för Nils Nilsson vid Valands målarskola och därefter i Köpenhamn, Basel och Paris. Under 1950-talet verkade han som konstnär och skribent. Från 1959 var han huvudsakligen verksam som författare.
Den första romanen, Parasit, som publicerades 1959, handlar om konstnärens villkor. Romanen Kungsleden (1963) har även filmatiserats med samma titel, Kungsleden. Han har även skrivit flera pjäser för radio och teve. Han blev mot slutet av sin karriär även känd som en radikal kulturdebattör.

## Utställningar
- Galerie Æsthetica (1952)
- Galleri 17 (minnesutställning år 2000)